# Assedio di Dresda
L'assedio di Dresda ebbe luogo nel luglio 1760 durante la guerra dei sette anni quando i prussiani guidati da Federico II di Prussia cercarono invano di assediare la città di Dresda in Sassonia.
Federico aveva precedentemente occupato Dresda nel 1756 durante la sua invasione della Sassonia, che aveva causato la scoppio della guerra. Nel 1759 la città era stata ripresa dalle forze guidate dagli austriaci. Federico, a questo punto, mirava a riaffermare il controllo sulla Sassonia che rientrava nelle sue mire espansionistiche territoriali. L'esercito prussiano raggiunse la periferia di Dresda il 13 luglio, seguito a breve distanza da un corpo d'armata austriaco al comando del feldmaresciallo Franz Moritz von Lacy. Le forze di Federico attraversarono il fiume Elba ed invasero i sobborghi della città portando dei cannoni per colpire all'interno delle mura cittadine. Federico venne accusato di colpire deliberatamente zone della città interamente abitate dalla popolazione civile.
Avendo deciso di muoversi e di affrontare l'esercito di Leopold Joseph Daun, Federico abbandonò il tentativo di ri-occupare la città. I grandi danni provocati alla città e la distruzione indiscriminata danneggiarono ulteriormente la reputazione del sovrano prussiano in gran parte dell'Europa. In particolare la distruzione dei giardini dell'elettorato di Sassonia a Pirna in seguito all'assedio attirò delle critiche. Dresda è stato il terzo grande assedio che Federico fu costretto ad abbandonare dopo Praga nel 1757 e Olomouc nel 1748.
Le rovine prodotte dai bombardamenti furono immortalate da un dipinto di Bernardo Bellotto.